# Gunnar Gregersen
Gunnar Gregersen, född 14 augusti 1875 på Frederiksberg, död 9 april 1950, var en dansk ingenjör.
Gregersen blev student 1894, polyteknisk kandidat 1900, studerade därefter elektroteknik i Tyskland och England och arbetade efter hemkomsten som ingenjör i olika privata företag. År 1907 blev han direktör för det av Industriforeningen i Köpenhamn och gemensamma representationen för industri och hantverk inrättade Teknologisk Institut. I denna egenskap utvecklade han en mycket betydande och kunnig verksamhet för hantverkets övergång till småindustri, genom att, dels genom organiseringen av undervisningen på Teknologisk Institut, dels genom en lång rad föredrag rikta uppmärksamheten på nödvändigheten av att specialisera hantverket och den mindre industrin och avskilja de enskilda verksamheterna till "industrielle husmandsbrug". Under första världskriget, tog Gregersen, som var medlem av Industrirådet och dess studiekommission, verksam del i det interskandinaviska arbetet för utbyte av varor, liksom han gjorde en betydande insats i det av Brændselsøkonomiforeningen utvecklade arbetet för ett mer rationellt och sparsamt utnyttjande av bränsleförråden.